# 劉玠廷
劉玠廷（1979年9月6日—），綽號「太子」、「6JT」（源自諧音）等，達達企業集團創辦人劉保佑之子，前中華職棒樂天桃猿共同總經理。
2004年初La New接下第一金剛改名La new熊，劉玠廷即擔任副領隊，是中華職棒當時最年輕的副領隊。2006年起前往美國福坦莫大學（Fordham University）攻讀管理碩士，自稱從當時現場觀賞美國職棒大聯盟的比賽中得到後來經營「全猿主場」的一些想法。
留學結束，先返回母企業擔任行銷工作，2012年初，接下領隊職務，為中華職棒有史以來第二年輕的領隊。 2015年12月，因為「全猿主場」熱潮，劉玠廷獲得經理人月刊百大經理人獎的「Super MVP」獎項。

## 中華職棒

### 總冠軍
- 2012、2014、2015、2017、2018、2019年。

### 影響
- 2012年前往韓國參加亞洲職棒大賽後，引進猿風加油，並改裝球場，為目前「全猿主場」熱潮的重要基礎，其「職棒娛樂化」之精神亦引起他隊倣效。[5]
- 期望職棒球隊當成獨立的事業經營，不要只是其他企业的附屬品。
- 2015年推出Lamigo TV，邀請知名棒球主播徐展元擔任球賽固定主播，為中華職棒史上第一個單一球隊專屬信道，以類似互联网實況台的形式轉播球賽。[6]

## 個人年表與歷年事件
- 2004年La new接手第一金剛，因少東的特殊身份，成為台灣職棒史上最年輕的副領隊，同年4月22日起成為充任球團後援會鼓手。
- 2006年前往美國福坦莫大學攻讀管理碩士，同年起擔任大纽约地區台灣同學會聯合會第十四屆理事会財務總監。
- 2012年2月6日接替蘇敬軒擔任Lamigo桃猿隊領隊，成為隊史第五任領隊，同年6月與交往三年的女友彭薇結婚，24日宴請親友，由於當天球隊仍有上半季補賽，故選在28日補請全隊選手。
- 2014年5月，由於正式實施全猿主場，時任義大犀牛的謝秉育領隊槓上劉玠廷領隊，劉玠廷認為如果無法配合，可以轉賣球隊。[7] 謝秉育後來回嗆「年輕人不要太自大」，[8] 一度提告，隔年經中華職棒會長吳志揚居中協調後撤告。[9]
- 2015年6月，對於中華職棒增加球隊一事，劉玠廷表示，支持增加隊伍，讓球員有更多的發揮空間和機會，但這一條路還很長，畢竟要吸引外界企業，要真的有意願成立，因此這還是要靠大家和聯盟的努力。[10]
- 2016年1月，面對石志偉受中信兄弟邀請擔任二軍打擊教練一事，直呼「有受騙的感覺」，並表示雙方說法有落差，不願再多說。[11][12]
- 2017年3月，由於經典賽三連敗首爾，中華職棒唯一婉拒參賽的桃猿隊由劉玠廷領隊代表，受邀參加民視新聞台政論節目《政經看民視》及公共電視談話性節目《有話好說》，認為棒協長期對參賽的職棒選手沒有完善照顧，球團必須擔負球員受傷的風險，還以「自己開車撞到，別人借你的車去撞到，哪個你比較甘願」做為比喻，希望能落實國際賽事分級，一級賽事能交給職業聯盟組訓。[13]
- 2018年6月，面對外界質疑其動紫大盛海報疑抄襲電影一級玩家、海報公布前未先告知電影公司華納等事，於2日下午親上火線開直播說明其為「翻玩」非抄襲，另外也特別力挺副領隊浦韋青，認為事情始末都已告知媒體，但無法控制各界言論。[14][15]

## 外部連結
- 劉玠廷在台灣棒球維基館上的頁面（繁體中文）